# Lyubov Perepelova
Lyubov Gennadyevna Perepelova (russisch Любовь Геннадьевна Перепелова, Ljubow Gennadjewna Perepelowa * 26. Februar 1979) ist eine ehemalige usbekische Leichtathletin, die sich auf den Sprint spezialisiert hat.

## Sportliche Laufbahn
Erste internationale Erfahrungen sammelte Lyubov Perepelova im Jahr 1998, als sie bei den Juniorenweltmeisterschaften in Annecy im 100-Meter-Lauf mit 12,15 s im Halbfinale ausschied und über 200 Meter das Viertelfinale erreichte, in dem sie mit 24,36 s ausschied. Anschließend nahm sie erstmals an den Asienspielen in Bangkok teil und belegte dort in 23,57 s den fünften Platz im 200-Meter-Lauf und gewann mit der usbekischen 4-mal-100-Meter-Staffel in 44,38 s die Silbermedaille hinter dem Team aus China. Im Jahr darauf nahm sie im 60-Meter-Lauf an den Hallenweltmeisterschaften in Maebashi teil und schied dort mit 7,51 s in der ersten Runde aus. Im August startete sie bei den Weltmeisterschaften in Sevilla und schied dort mit 11,78 s bzw. 23,74 s über 100 und 200 Meter jeweils in der Vorrunde aus. 2000 siegte sie bei ihrer ersten Teilnahme an den Asienmeisterschaften in Jakarta in 11,31 s über 100 Meter und gewann im 200-Meter-Lauf in 23,30 s die Silbermedaille hinter der Sri Lankerin Damayanthi Dharsha. In beiden Einzelbewerben schaffte sie zudem die Qualifikation für die Olympischen Spiele in Sydney, bei denen sie über 100 Meter das Viertelfinale erreichte und dort mit 11,59 s ausschied, während sie über 200 Meter mit 23,83 s im Vorlauf scheiterte. Zudem nahm sie auch mit der usbekischen Stafette teil, verfehlte mit 45,14 s aber den Finaleinzug.
2001 erreichte sie bei den Hallenweltmeisterschaften in Lissabon über 60 Meter das Halbfinale und schied dort mit 7,43 s aus. Im Sommer schied sie bei den Weltmeisterschaften in Edmonton mit 11,65 s über 100 Meter sowie mit 24,03 s über 200 Meter jeweils in der ersten Runde aus und verpasste auch mit der Staffel mit 45,99 s den Finaleinzug. Im Jahr darauf gewann sie bei den Asienmeisterschaften in Colombo in 23,76 s die Silbermedaille über 200 Meter hinter Susanthika Jayasinghe aus Sri Lanka und in 11,60 s Bronze hinter Jayasinghe und der Chinesin Qin Wangping. Zudem sicherte sie sich mit der Staffel in 44,85 s die Silbermedaille hinter dem Team aus China. Anschließend nahm sie erneut an den Asienspielen in Busan teil und gewann dort in 11,38 s die Silbermedaille über 200 Meter hinter Jayasinghe und belegte über 200 Meter in 23,52 s Rang vier. Zudem sicherte er sich mit der Staffel in 44,32 s die Bronzemedaille hinter den Teams aus China und Thailand. 2003 schied sie bei den Hallenweltmeisterschaften in Birmingham mit 7,66 s über 60 Meter in der ersten Runde aus. Über 100 Meter gelangte sie anschließend bei den Weltmeisterschaften in Paris bis in das Halbfinale, in dem sie aber auf einen Start verzichten musste. Anschließend siegte sie bei den Asienmeisterschaften in Manila in 11,43 s über 100 Meter sowie in 23,11 s auch im 200-Meter-Lauf. Daraufhin gewann sie bei den Zentralasienspielen in Taschkent in 23,87 s die Silbermedaille über 200 Meter hinter ihrer Landsfrau Goʻzal Xubbiyeva, ehe sie bei den Afro-Asiatischen Spielen in Hyderabad in 11,49 s die Silbermedaille über 100 Meter hinter der Nigerianerin Endurance Ojokolo gewann und über 200 Meter in 23,77 s den sechsten Platz belegte. Im Jahr darauf nahm sie erneut an den Olympischen Spielen in Athen teil und erreichte dort im 100-Meter-Lauf das Halbfinale und schied dort mit 11,40 s aus, während sie über 200 Meter mit 24,10 s in der ersten Runde scheiterte.
2005 wurde sie wegen eines Dopingverstoßes bis zum Jahr 2007 gesperrt. Nach Ablauf ihrer Sperre nahm sie 2007 an den Militärweltspielen in Hyderabad teil und schied dort mit 11,81 s bzw. 24,59 s über 100 und 200 Meter jeweils in der ersten Runde aus. 2008 bestritt sie beim Asian-Grand Prix in Hanoi ihren letzten Wettkampf und beendete daraufhin im Alter von 29 Jahren ihre Karriere als Leichtathletin.
2003 wurde Perepelova usbekische Meisterin im 100- und 200-Meter-Lauf.

## Persönliche Bestzeiten
- 100 Meter: 11,04 s (+2,0 m/s), 3. Juni 2000 in Bischkek (usbekischer Rekord)
  - 60 Meter (Halle): 7,31 s, 20. Februar 2005 in Peania
- 200 Meter: 22,72 s (−0,4 m/s), 4. Juni 2000 in Bischkek
  - 200 Meter (Halle): 24,23 s, 6. Februar 2005 in Espinho